# Orting
Orting és una població dels Estats Units a l'estat de Washington. Segons el cens del 2008 tenia 6.075 habitants.

## Demografia
Segons el cens del 2000, Orting tenia 3.760 habitants, 1.318 habitatges, i 999 famílies. La densitat de població era de 529,8 habitants per km².
Dels 1.318 habitatges en un 44,4% hi vivien nens de menys de 18 anys, en un 60,5% hi vivien parelles casades, en un 10,7% dones solteres, i en un 24,2% no eren unitats familiars. En el 18,7% dels habitatges hi vivien persones soles el 7,4% de les quals corresponia a persones de 65 anys o més que vivien soles. El nombre mitjà de persones vivint en cada habitatge era de 2,85 i el nombre mitjà de persones que vivien en cada família era de 3,26.
Per edats la població es repartia de la següent manera: un 32,8% tenia menys de 18 anys, un 7,3% entre 18 i 24, un 36,8% entre 25 i 44, un 14,4% de 45 a 60 i un 8,8% 65 anys o més.
L'edat mediana era de 30 anys. Per cada 100 dones de 18 o més anys hi havia 95,4 homes.
La renda mediana per habitatge era de 53.464 $ i la renda mediana per família de 55.335 $. Els homes tenien una renda mediana de 41.486 $ mentre que les dones 26.438 $. La renda per capita de la població era de 18.951 $. Aproximadament el 4,2% de les famílies i el 6,5% de la població estaven per davall del llindar de pobresa.

## Poblacions més properes
El següent diagrama mostra les poblacions més properes.